# 师氏剑齿象
师氏剑齿象，又称黄河象、黄河剑齿象，是長鼻目下已滅絕的劍齒象科劍齒象屬中的一種，生存于距今300万年前，于1935年被发现和命名，它是一种曾经广泛分布于中国黄河流域的古象。

## 黃河象

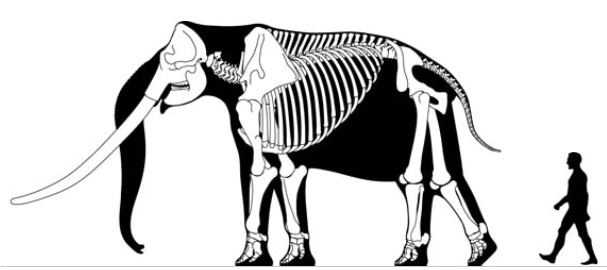
師氏劍齒象骨骼復原圖，肩高達3.87 m

1973年1月，师氏剑齿象被中国甘肃省合水县板桥乡的马莲河畔的几位农民在挖掘沙土时偶然发现，其身高4米，体长8米，象牙长达2米多，形似两把长剑，所以又叫剑齿象。在中国甘肃发现的黄河象的骨骼化石是全世界已经发现的剑齿象骨骼中最完整的一具。因为这具化石是在黄河区域被发现，所以被命名为“黄河象”。不过，对黄河象的化石进行进一步分析，并与其它古象进行对比之后，古生物学家发现它其实就是1935年命名的师氏剑齿象。根据生物命名法则，最早的命名为有效名称，因此“黄河象”这个名称是无效的。